# Sulfat de calci
El sulfat de calci (CaSO₄) és un producte químic, format per calci, sofre i oxigen, habitual en el laboratori i en la indústria. És inodor i sòlid de color blanc. En el seu estat natural, el sulfat de calci sense refinar és una roca translúcida i cristal·lina. Quan està en forma dihidratada (CaSO₄·2H₂O) es coneix com a guix. Pot prendre diferents propietats i aplicacions segons les molècules d'aigua que conté. Quan el guix s'escalfa a 100 °C, es forma el hemihidratat γ-anhidrita (la forma gairebé anhidre CaSO₄·~0.5H₂O) que es coneix com a guix de París o escaiola. Aquest es fa servir com producte dessecador i també com a coagulant en productes alimentaris com el tofu. La forma totalment anhidra se la coneix com a β-anhidrita. Depenent del mètode de calcinació del sulfat de calci dihidratat, es distingeixen dos tipus de hemihidratat: alfa-hemihidratat i beta-hemihidratat.

## Producció industrial i recuperació
Les fonts principals d'origen natural de sulfat de calci són el guix i l'anhidrita presents a tot el món com roques evaporites. Aquests poden ser extrets a cel obert o en mines subterrànies. La producció mundial anual de guix és d'unes 127 milions de tones.
A més de les fonts naturals, el sulfat de calci s'obté com a subproducte de nombrosos processos industrials:
- En la dessulfuració de gasos: els gasos produïts en la combustió de combustibles fòssils en les centrals elèctriques o en altres processos com en la fabricació de ciment, són depurats amb la injecció de calcària, produint sulfit de calci impur que s'oxida a sulfat de calci i s'emmagatzema.
- En la producció d'àcid fosfòric: quan el fosfat de calci provinent de fonts naturals, se'l tracta amb àcid sulfúric per produir l'àcid fosfòric, precipita sulfat de calci com a subproducte. En aquest cas, el sulfat de calci conté impureses d'actínids presents en les roques de fosfats.
- En la producció de fluorur d'hidrogen: el fluorur de calci se'l tracta amb àcid sulfúric i el sulfat de calci precipita.
- En la refinació del zinc: el sulfat de zinc es tracta amb calç i el sulfat de calci (i d'altres metalls pesants com el bari) precipita.
- El sulfat de calci també pot ser recuperat de materials de rebuig de guix dels llocs de construcció.

## Reaccions de deshidratació
El punt de fusió del guix és entre 100-150 °C. Aquest es deshidrata parcialment eliminant aproximadament el 75% de l'aigua que conté en la seva estructura. La temperatura utilitzada en la calcinació industrial és de 170 °C on es forma la γ-anhidrita. La reacció de la deshidratació parcial per formar la γ-anhidrita o guix de París és la següent: 
CaSO₄·2H₂O + calor → CaSO₄·½H₂O + 1½H₂O (vapor)
La forma hemihidratada γ-anhidrita que es forma es representa com a CaSO₄·nH₂O on n pot prendre valors de 0.5 a 0.8.
La reacció de deshidratació comença a aproximadament 80 °C tot i que en condicions ambientals seques pot començat a 50 °C. L'energia tèrmica proporcionada al guix fa que aquest elimini l'aigua en forma de vapor, mantenint la seva temperatura quasi constant fins que elimina tota l'aigua de la seva estructura. Segons les condicions de deshidratació varia la porositat de l'hemihidratat i es distingeixen dues formes: alfa-hemihidratat i beta-hemihidratat. Això succeeix perquè pot interaccionar amb diferents molècules d'aigua i acoblar-les en la seva estructura cristal·lina fàcilment.
Aquesta propietat endotèrmica del guix s'utilitza per proporcionar resistència al foc a edificacions i a altres estructures utilitzant panells de guix. D'aquesta manera, en cas d'incendi l'estructura en manté relativament “fresca” mentre el guix va eliminant l'aigua i impedint danys en l'estructura.
Quan el guix calcinat es rehidrata té la propietat d'adoptar la forma dihidratada que és una xarxa cristal·lina físicament rígida i relativament forta. La reacció de rehidratació és: 
CaSO₄·½H₂O + 1½ H₂O → CaSO₄·2H₂O
Gràcies a aquesta propietat el guix se li pot conferir diferents formes i fins i tot fer-lo servir com a motlle (per immobilitzar fractures d'ossos o per a la fosa de metalls barrejant-lo amb polímers). També s'utilitza com a alternativa de l'adob en les terres, ja que proporciona duresa.
La γ-anhidrita reacciona lentament amb l'aigua per tornar a la forma dihidratada. Aquesta propietat fa que s'utilitzi com a dessecant comercial. La forma totalment anhidre anomenada β-anhidrita no reacciona amb l'aigua.